# Brauereipferd

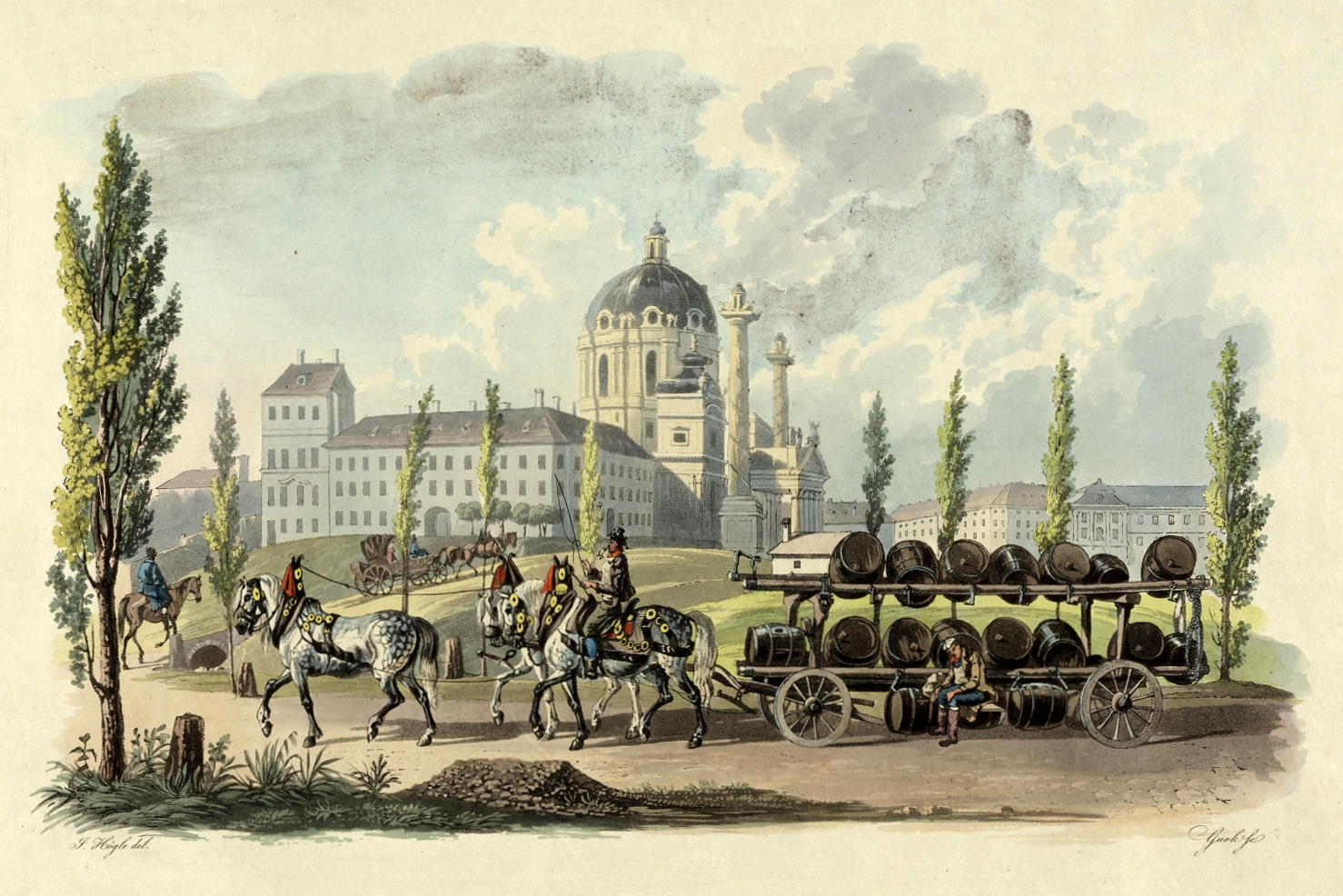
Bierwagen am Karlsplatz Wien. Kolorierte Aquatinta von Eduard Gurk nach einer Zeichnung von Johann Nepomuk Hoechle (1825)

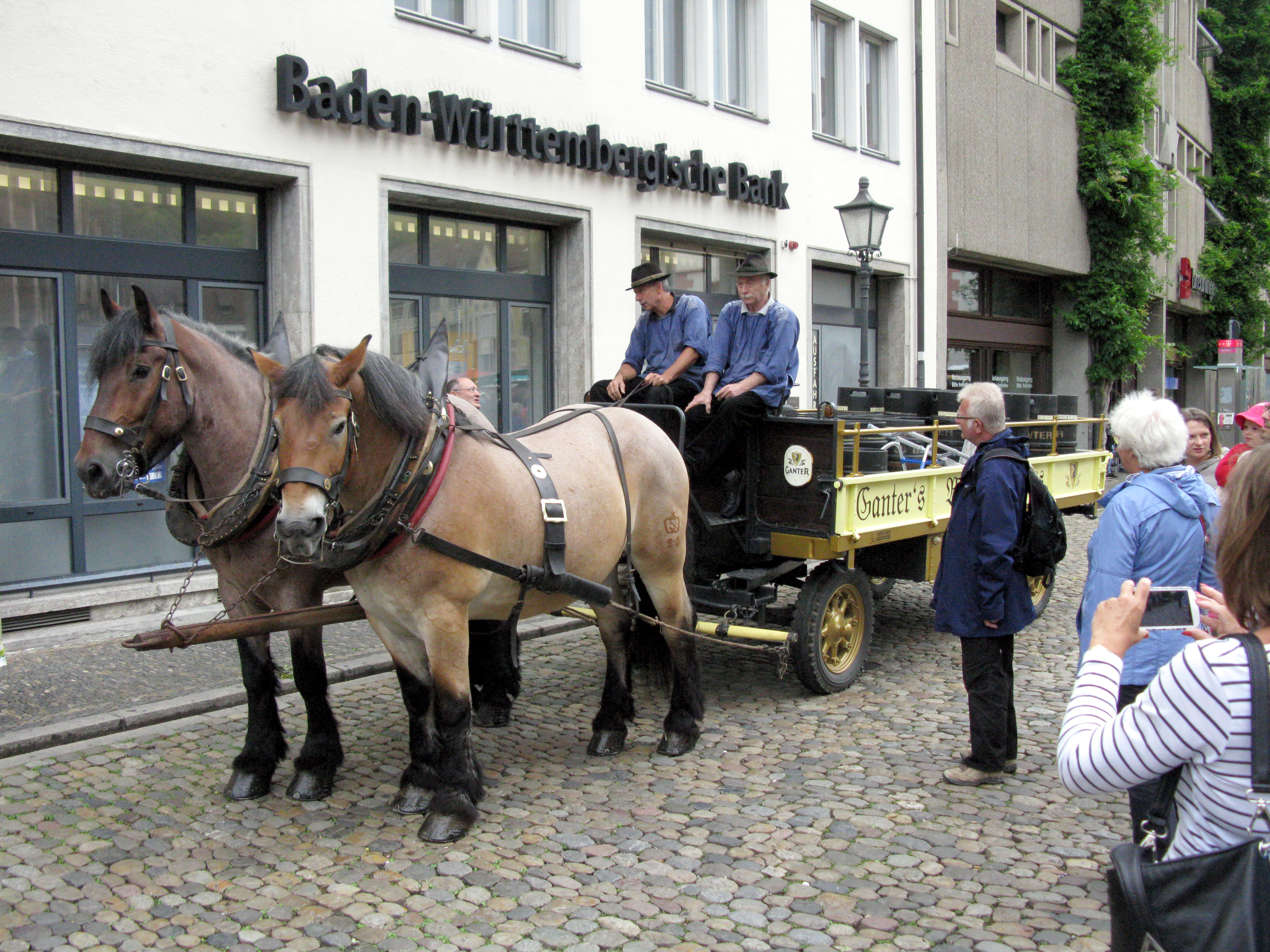
Pferdefuhrwerk der Brauerei Ganter auf dem Freiburger Münsterplatz (2015)

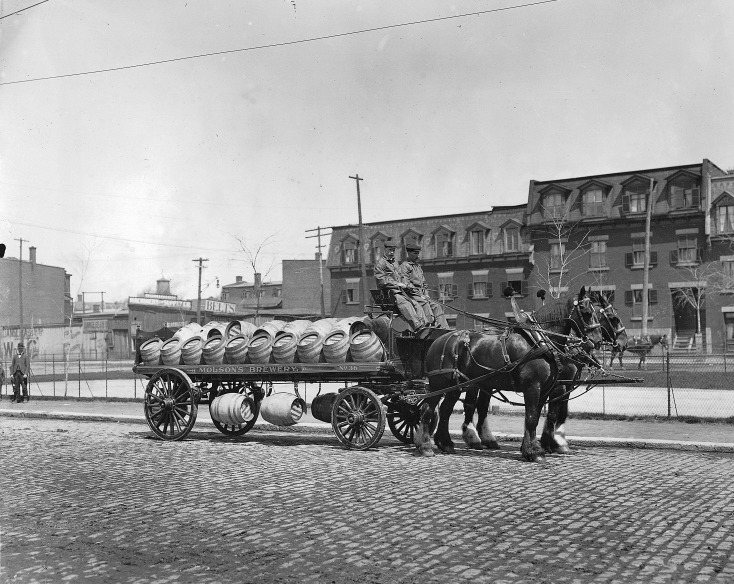
Brauereipferde in Aktion (Montreal 1908)

Als Brauereipferd bezeichnet man ein von Brauereien zum Bierversand eingesetztes Pferd.
Brauereipferde gibt es in Europa und Nordamerika in der gesamten Neuzeit bis in die Gegenwart in gewisser Anzahl. Die Hauptverwendungszeit war zwischen der Entstehungszeit von Großbrauereien Mitte des 19. Jahrhunderts bis zur Umstellung des Transports auf Lastkraftwagen Mitte des 20. Jahrhunderts. Um die Jahrhundertwende waren 41.000 Pferde bei deutschen Brauereien in Diensten. Beispielsweise die Hasseröder Brauerei setzte solche Pferde bis 1967 ein.
Entsprechend des Einsatzes als Arbeitspferd in Brauereien werden meist Kaltblüter eingesetzt. Typische Rassen sind Brabanter, Shire Horse, Suffolk Punch, Clydesdale und Percheron.
Im 21. Jahrhundert besitzen nur wenige Brauereien eigene Pferde, darunter sind:
- Brauerei Feldschlösschen (Rheinfelden)[3]
- Brauerei Ganter (Freiburg, bis 2020)[4]
- Spatenbräu (München)[5]
- Hook Norton Brewery (Hook Norton, Oxfordshire)[6]
- Brauerei Beck (Bremen, bis 2005)
- Privatbrauerei Ernst Barre (Lübbecke)
- Stieglbrauerei zu Salzburg
- Carlsberg (Brauerei) (Kopenhagen)